# Knut Haukelid
Knut Haukelid (18 mai 1911 à Brooklyn, États-Unis - 8 mars 1994 à Oslo, Norvège) était un militaire norvégien. Après la conquête de la Norvège par l'Allemagne nazie, lors de la guerre de 1939-1945, Knut s'exile en Grande-Bretagne et intègre les commandos britanniques. Il est connu pour sa participation à la bataille de l'eau lourde. Il est d'autre part le frère jumeau de l'actrice Sigrid Gurie,.

## Biographie
Knut Haukelid naît à New York de parents norvégiens ; il étudie aux États-Unis de 1927 à 1931, puis à Berlin en 1937.

### Seconde Guerre mondiale
Après l’invasion de la Norvège par l’Allemagne, Haukelid s’engage dans la résistance. Lorsque le Special Operations Executive décide d’empêcher le troisième Reich de profiter de la production de la seule usine d'eau lourde européenne, située à Vemork, en Norvège, il fait partie du commando chargé du sabotage aux côtés de Joachim Rønneberg. Le commando est parachuté et les hommes détruisent l'usine peu surveillée. Les hommes se séparent ensuite et quittent la Norvège sauf Knut Haukelid qui reste sur place.
Les dégâts causés sont assez rapidement réparés, les défenses de l'usine sont renforcées et parait désormais imprenable. Quelque temps plus tard, un navire plein d'eau lourde quitte l'usine à destination de Berlin, Knut Haukelid l'ayant miné avec des explosifs cachés le coule, le 9 février 1944, avec son chargement entraînant au passage la mort de 4 Allemands et 14 civils Norvégiens,,.
Knut Haukelid peut donc être considéré comme un héros de la Seconde Guerre mondiale car même si ses actions ont été réduites, il a néanmoins considérablement ralenti les recherches d'Hitler et l'a peut-être empêché de parvenir à mettre au point la bombe atomique.